# Coucher de soleil (Gauguin)
Coucher de soleil ou Fin d'après midi (en tahitien Taperaa mahana), est un tableau postimpressionniste de l'artiste français Paul Gauguin conservé au musée de l'Ermitage à Saint-Pétersbourg. Réalisé en 1892, il fait partie du cycle tahitien de l'artiste.

## Description
Le tableau représente un groupe de six femmes assises sous un arbre et en train de converser, un chien est allongé à côté de l'une d'elles et trois autres femmes passent devant dans des directions différentes. Dans les coins gauche et droit, des cabanes sont visibles derrière les arbres. Au premier plan, deux coqs se battent. En bas à droite, Gauguin a écrit le titre du tableau en tahitien Taperaa mahana, et a également signé et daté P Gauguin - 92. Une partie du tableau, d'environ 2 cm de large sur les bords de tous les côtés, est pliée sur un châssis ; le tableau a probablement été envoyé en France enroulé et préparé pour la vente alors qu'il était déjà à Paris. Le tableau a été peint en 1892 à Tahiti. Bengt Danielsson, chercheur sur la vie de Gauguin à Tahiti, a identifié le bâtiment de gauche comme la cuisine de la propre maison de Gauguin à Tahiti, qui a été représentée plus d'une fois par l'artiste : par exemple, dans le tableau « Village tahitien avec une femme marchant » de la Ny Carlsberg Glyptotek de Copenhague. Gauguin lui-même s'est tourné à plusieurs reprises vers l'intrigue avec des femmes assises sous les arbres et discutant ; ses œuvres « La Conversation (Parau Parau) » de l'Ermitage et « Mots prononcés dans un murmure (Parau parau) » de la galerie d'art de l'Université de Yale sont célèbres.

## Historique
Après la mort de Gauguin, le tableau resta longtemps la propriété de sa famille. En 1928, elle fut exposée à la Nedler Gallery de Londres, où elle fut acquise par l'industriel et collectionneur allemand Otto Krebs. Le tableau était conservé au domaine de Krebs à Holzdorf, près de Weimar ; pendant la Seconde Guerre mondiale, la collection de Krebs était cachée dans un coffre-fort spécialement équipé, construit sous l'une des dépendances du domaine. En 1945, Holzdorf fut occupée par les troupes soviétiques et le quartier général de l'administration militaire soviétique en Allemagne était situé sur le domaine de Krebs. La collection a été découverte et décrite sur place par des équipes de trophées soviétiques impliquées dans la collecte d'œuvres d'art et leur exportation vers l'URSS, après quoi elle a été envoyée au musée de l'Ermitage, où elle a été longtemps conservée étant non accessible au grand public et même à la plupart des chercheurs. De plus, en Occident, on croyait que la collection Krebs avait été perdue pendant la Seconde Guerre mondiale, et le tableau lui-même n'était connu que grâce à une vieille photographie en noir et blanc conservée au Courtauld Institute of Art de Londres.
Le tableau n'a été montré au public qu'en 1995 lors de l'exposition des trophées d'art de l'Ermitage. Depuis 2001, il fait partie de l'exposition permanente de l'Ermitage et est exposé depuis fin 2014 dans la galerie à la mémoire de Sergueï Chtchoukine et des frères Morozov dans le palais de l'état-major (salle 411).

## Source de traduction
- (ru) Cet article est partiellement ou en totalité issu de l’article de Wikipédia en russe intitulé « Ранний вечер » (voir la liste des auteurs).